# Coorti dalmate
Le Coorti dalmate (in latino Cohortes Delmatarum) furono truppe ausiliarie dell'esercito romano istituite in seguito alla soppressione della rivolta illirica del 6-9.

## Storia

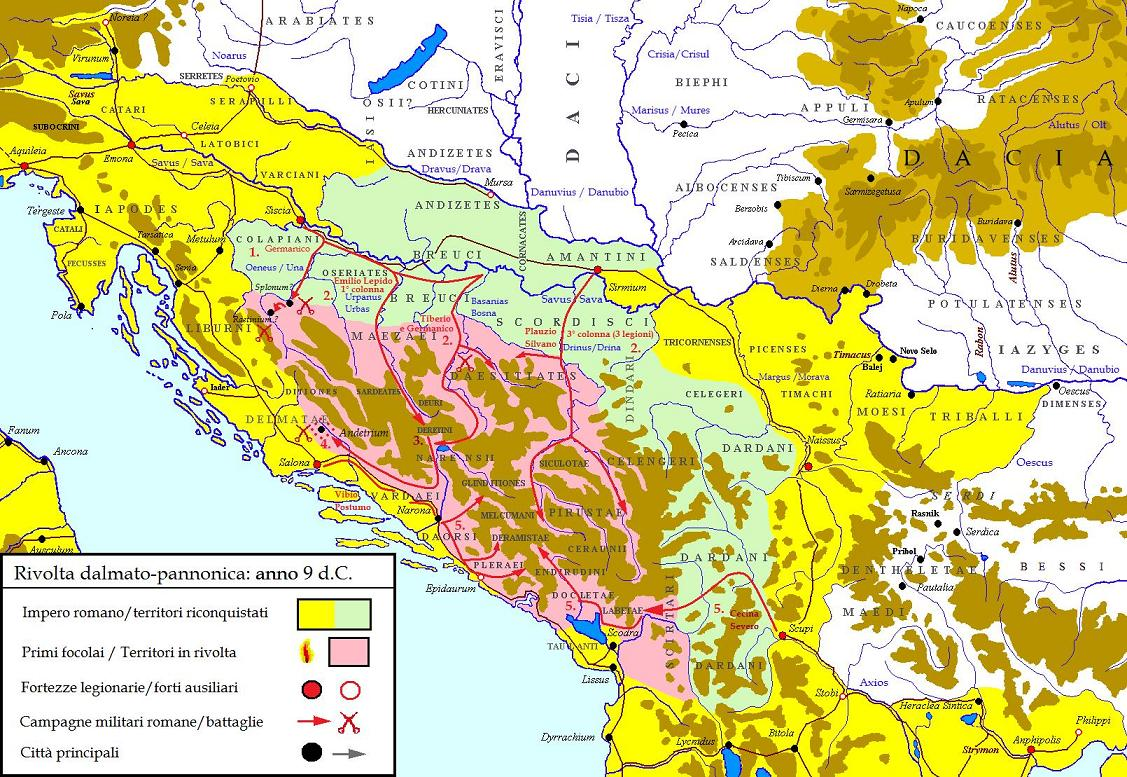
Illyricum: rivolta dalmato-pannonica del 9 d.C.

Il nome delle coorti proveniva dalla tribù illirica dei Dalmati, originari delle montagne della costa adriatica nella regione della Dalmazia. Il geografo antico Strabone descrive queste montagne come estremamente aspre e i Dalmati come un popolo arretrato e guerriero, che rispetto ai loro vicini iniziarono ad usare il denaro dopo molto tempo e che "fecero la guerra ai Romani per lungo tempo". Inoltre critica i Dalmati, popolo di pastori, per aver trasformato le pianure fertili in pascoli di pecore. Il nome stesso della tribù è legato alla pastorizia, infatti deriva dalla parola illirica delme (in albanese delmë o dele significa 'pecora').
L'ultima volta che questo popolo combatté contro Roma fu nella rivolta illirica del 6-9. La rivolta fu avviata dalle forze ausiliarie dalmate e presto si diffuse in tutta la Dalmazia e la Pannonia. Lo scrittore romano Svetonio ci riferisce che la guerra sia stata tra le più difficili affrontate da Roma dopo le guerre puniche di due secoli prima. Tuttavia, al termine della rivolta, la Dalmazia divenne una provincia fedele a Roma e un importante fornitore di reclute per l'esercito romano.

## Organizzazione

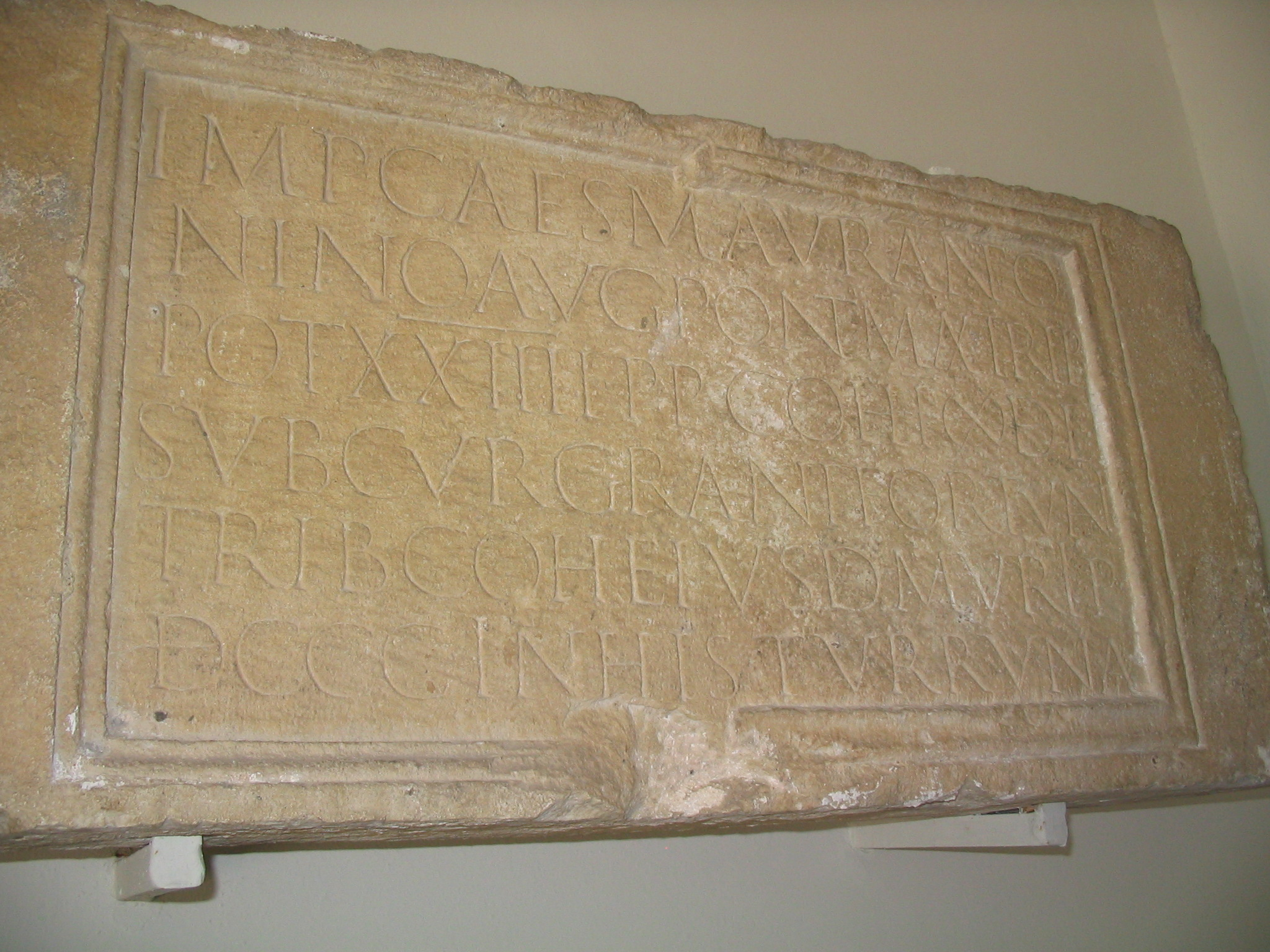
Iscrizione ritrovata a Salona della Cohors I Delmatarum milliaria equitata sotto il comando di Grani Fortunati:IMP(ERATORE) CAES(ARE) M(ARCO) AUR(ELIO) ANTO
NINO AUG(USTO) PONT(IFICE) MAX(IMO) TRIB(UNICIA)
POT(ESTATE) XXIIII P(ATRE) P(ATRIAE) COH(ORS) I DEL(MATARUM)
SUB CUR(A) GRANI FORTUN(ATI)
TRIB(UNI) COH(ORTIS) EIUSD(EM) MURI P(EDES)
DCCC IN HIS TURR(IS) UNA

Secondo Holder, sembra che dopo la soppressione della rivolta illirica si siano formate complessivamente 12 coorti dalmate in due serie, rispettivamente 7 e 5. Tutte queste unità erano in funzione all'epoca dell'imperatore Claudio. Di queste 12 coorti, sembra che ne siano rimaste attive 9 fino al II secolo.
- Cohors I Delmatarum: truppa ausiliaria di fanteria. Era attiva all'epoca di Vespasiano e si trovava in Britannia ai tempi di Adriano ed Antonino Pio.
- Cohors I Delmatarum milliaria equitata: truppa ausiliaria mista di cavalleria e fanteria.
- Cohors II Delmatarum: truppa ausiliaria di fanteria. Si trovava in Britannia sotto Traiano nel 105, come pure nel 127 sotto Adriano.
- Cohors III Delmatarum equitata civium Romanorum pia fidelis: truppa ausiliaria mista di cavalleria e fanteria. Si trovava in Germania superiore sotto Domiziano fino ad Adriano. Fu trasferita più tardi in Dacia sotto Severo Alessandro e Gallieno.
- Cohors IV Delmatarum: truppa ausiliaria di fanteria. Era in Germania Superiore sotto la dinastia dei Flavi e poi in Britannia sotto Traiano ed Adriano.
- Cohors V Delmatarum: truppa ausiliaria di fanteria. Era in Mauretania Tingitana sotto Domiziano, poi in Germania superiore sotto Traiano almeno fino all'inizio del regno di Adriano. Tornò in Mauretania Tingitana almeno dal 122 al 161 d.C. circa, e ancora in Germania superiore sotto Commodo.
- Cohors V Delmatarum civium Romanorum: truppa ausiliaria di fanteria.
- Cohors VI Delmatarum equitata: truppa ausiliaria mista di cavalleria e fanteria. Si trovava in Mauretania Caesariensis in un periodo non specificato.
- Cohors VII Delmatarum equitata: truppa ausiliaria mista di cavalleria e fanteria. Si trovava in Mauretania Caesariensis (a Cherchell, insieme alla VI Delmatarum) in un periodo non specificato.